# クリストファ2世 (デンマーク王)
クリストファ2世（デンマーク語: Christoffer 2.; 1276年9月29日 - 1332年8月2日）は、デンマーク王（在位：1320年 - 1326年、1329年 - 1332年）。エーリク5世の子。クリストファ2世が死去した時、デンマークは一時的に消滅して空位時代に入った。

## 生涯

### 国王即位と王権縮小

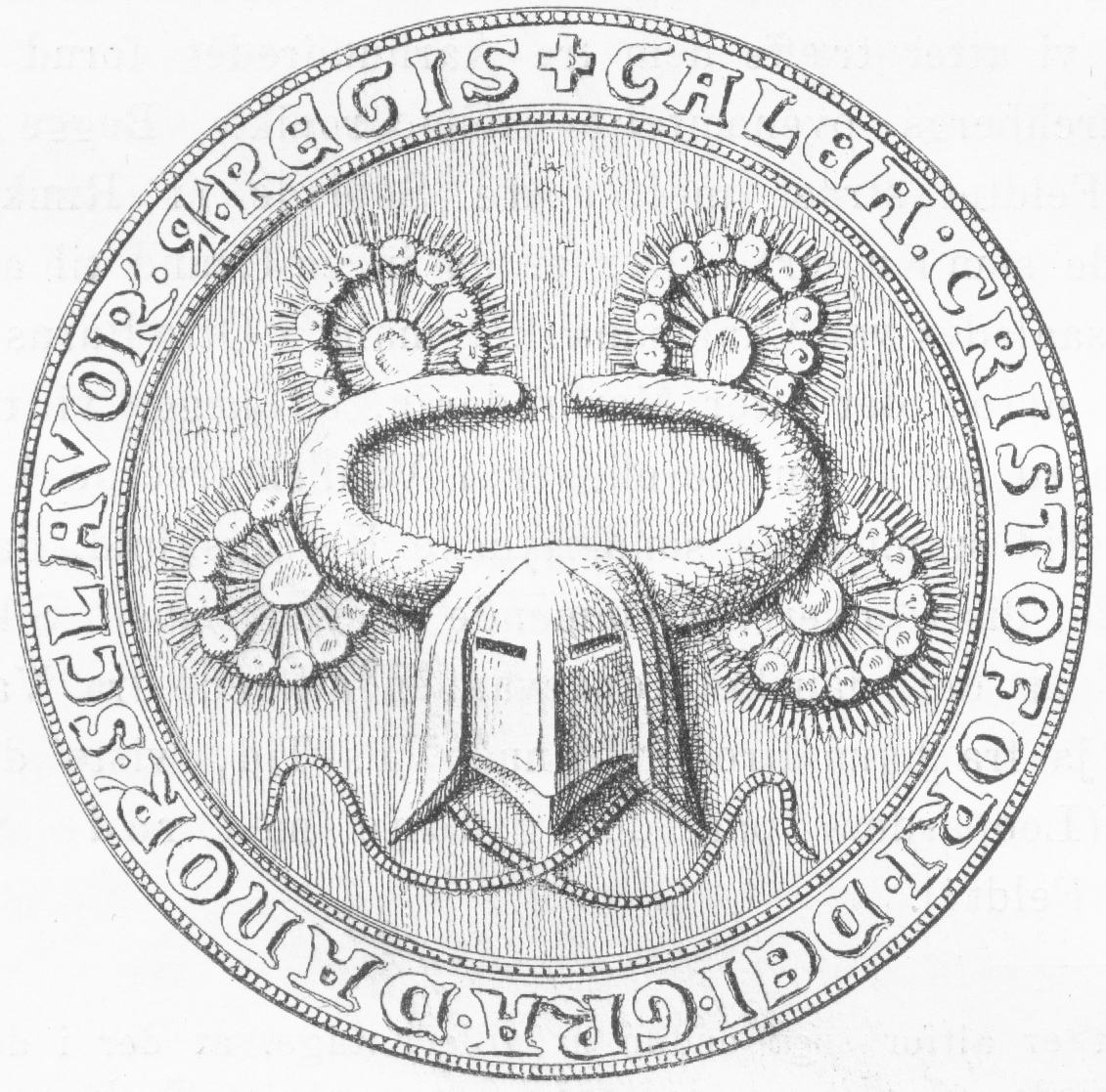
クリストファ2世の印章

エーリク6世の弟として、クリストファは王位継承権を有していた。当初はエストニア公として兄の治世を支えていた。1294年にはルンド大司教イェンス・グランドを拘束している。後にクリストファは兄に対する陰謀に加担し、1319年にエーリク6世が死去した際には一時亡命した。
デンマークのマグナートは王権のさらなる縮小を望み、1320年1月にクリストファを王に選出した。引き換えにクリストファ2世は貴族の大幅な特権を認めるハーンドファイアスニンに署名した。しかも、彼が手に入れたデンマーク王国はすでに破産しており、その国土はドイツ人やデンマーク人のマグナートへの譲渡抵当にあてられていた。デンマーク王は税収を満足に得られないのに借金返済を求められ続ける状態であり、クリストファ2世は貴族や聖職者の要求を呑むほかなかった。聖職者に対しては教皇の同意が無ければ投獄・追放・罰金刑がかけられず、裁判にかけることも税をかけることもできなくなった。貴族は自領内で農民に課する税を自由に吊り上げられるようになり、また対外戦争への参加を拒否できるようになった。捕虜になった貴族がいれば、国王は1年以内に身代金を支払わなければならなかった。ヴァルデマー2世以降貴族や聖職者に課されたすべての税が撤廃され、借金はそのまま残った。こうした極端に国王が弱い状態は1660年まで続いた。

### 廃位
クリストファ2世はこの憲章に署名したものの、これを無視してデンマークを統治しようとした。教会やデンマーク貴族には課税できないため、ドイツのデンマーク領や農民に重税を課した。クリストファ2世は北ドイツの諸侯や都市への積極拡大路線を復活しようとしたため、借金をさらに増やし増税に頼ることになった。最終的に教会やマグナートも敵に回したクリストファ2世は、デンマーク人マグナート、ホルシュタイン伯ゲルハルト3世、ホルシュタイン＝キール伯ヨハン1世らの同盟軍によって1326年に王位を追われた。クリストファ2世は亡命を余儀なくされ、12歳のシュレースヴィヒ公がヴァルデマー3世として即位した。ホルシュタイン伯らはヴァルデマー3世に、南ユランをデンマーク王国から切り離させた。デンマークの切り取りをめぐる小競り合いから、この同盟は崩壊した。
1329年までクリストファ2世は亡命生活を送っていたが、マグナート共和国と化したデンマークの混乱に乗じて王位奪還を図った。メクレンブルク公ハインリヒ1世から2000騎のドイツ騎士を借りてデンマークに侵攻したが、この騎士たちは瞬く間に敵に包囲されて降伏してしまった。ユラン半島で発生した農民反乱はゲルハルト3世によって鎮圧されたが、スコーネの農民はスウェーデン王マグヌス4世に助けを求めた。マグヌス4世はこれに応じて後にスコーネを購入し、これ以降スコーネをめぐってデンマークとスウェーデンは長きにわたり抗争を繰り返すことになる。ちなみに、ゲルハルト3世は1340年にデンマーク貴族のニールス・エッベセンに殺された。

### 復位と幽閉、死
1329年にクリストファ2世はヨハン1世と協力して王位を回復したが、彼はもはや貴族の操り人形でしかなかった。デンマーク国土のほとんどは抵当入りし、王権が復活する見込みはなかった。例えばユラン半島を償還するには10万銀マルクを一括返済しなければならず、デンマーク王にはとうてい不可能なことであった。ゲルハルト3世は全ユラン半島を自らの私有財産とし、同じことをフュン島やシェラン島でも行った。1331年、クリストファ2世はヨハン1世と組んでゲルハルト3世を排除しようとしたが、ダネバークの戦いで完敗を喫した。もはやクリストファ2世の手は、デンマーク王という称号しか残っていなかった。彼はロラン島のサクスクービング（Sakskøbing）に小さな邸宅を与えられたが、これすらもドイツ人傭兵に焼き払われる始末であった。最終的にクリストファ2世はロラン島のウールハル城に幽閉され、翌1332年に失意のうちに没した。
クリストファ2世の死により、デンマーク王国は名実ともに崩壊した。1340年にヴァルデマー4世が即位して失地回復を進めるが、それまでの8年間デンマークは空位時代となり、ドイツ人の抵当権者たちに支配された。

## 評価
クリストファ2世は歴史上、弱体で当てにならない、無能な暴君という極めて厳しい評価が下されており、「デンマークをドイツ人へ抵当入れした王」として知られている。とはいえ、彼の政策は単に先代までのデンマーク王のものをなぞっただけである。領地を抵当に入れ当座の資金を手に入れるやり方は、当時の王侯貴族が一般的に行っていることだった。彼はデンマーク人やドイツ人の貴族、それに教会とも手を結んで積極策に出ようとしたが、結局それが裏目に出て彼の行動の自由を縛ることになった。

## 家族
1300年にポメラニア公女エウフェミアと結婚し、以下の子女をもうけた。
- マルグレーテ（1305年 – 1340年） - バイエルン公ルートヴィヒ5世妃
- エーリク（1307年 – 1331年） - ホルシュタイン伯ゲルハルト3世の姉妹エリーザベト（ザクセン＝ラウエンブルク公ヨハン2世の未亡人）と結婚
- オットー（1310年 - 1347年以降） - ロラン公・エストニア公
- アグネス（1312年没） - 夭折
- ヘルヴィヒ（1315年頃生）
- ヴァルデマー4世（1320年 – 1375年） - デンマーク王

その他、以下の庶子がいる。
- レギッツェ・クリストファダッテル・ロヴェンバルク
- エーリク・クリストッフェルセン・ロヴェンバルク - シュレースヴィヒ・ホルシュタイン公家とホーエンツォレルン家の祖先